# Notre-Dame (Fargues)

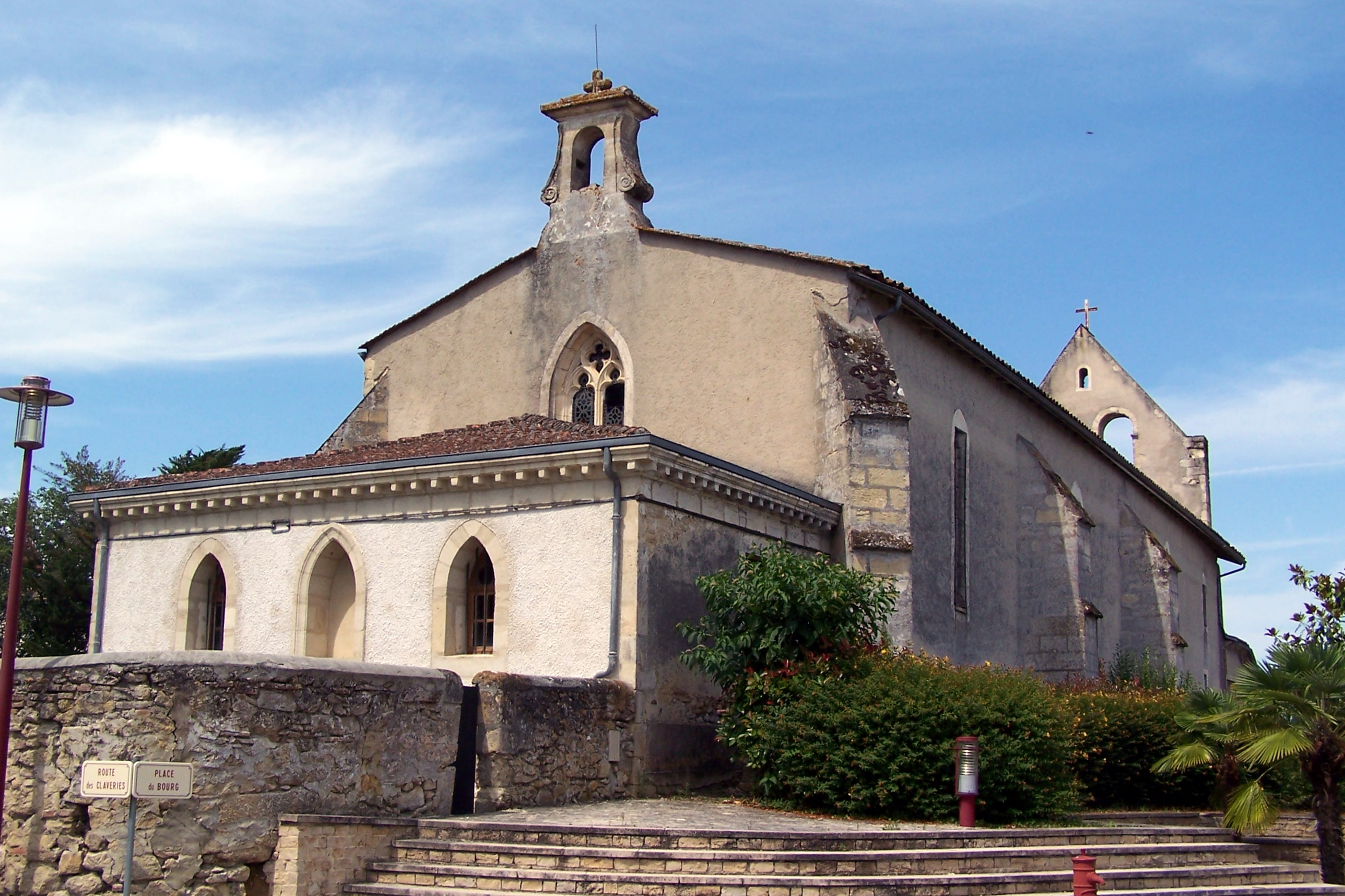
Kirche Notre-Dame in Fargues

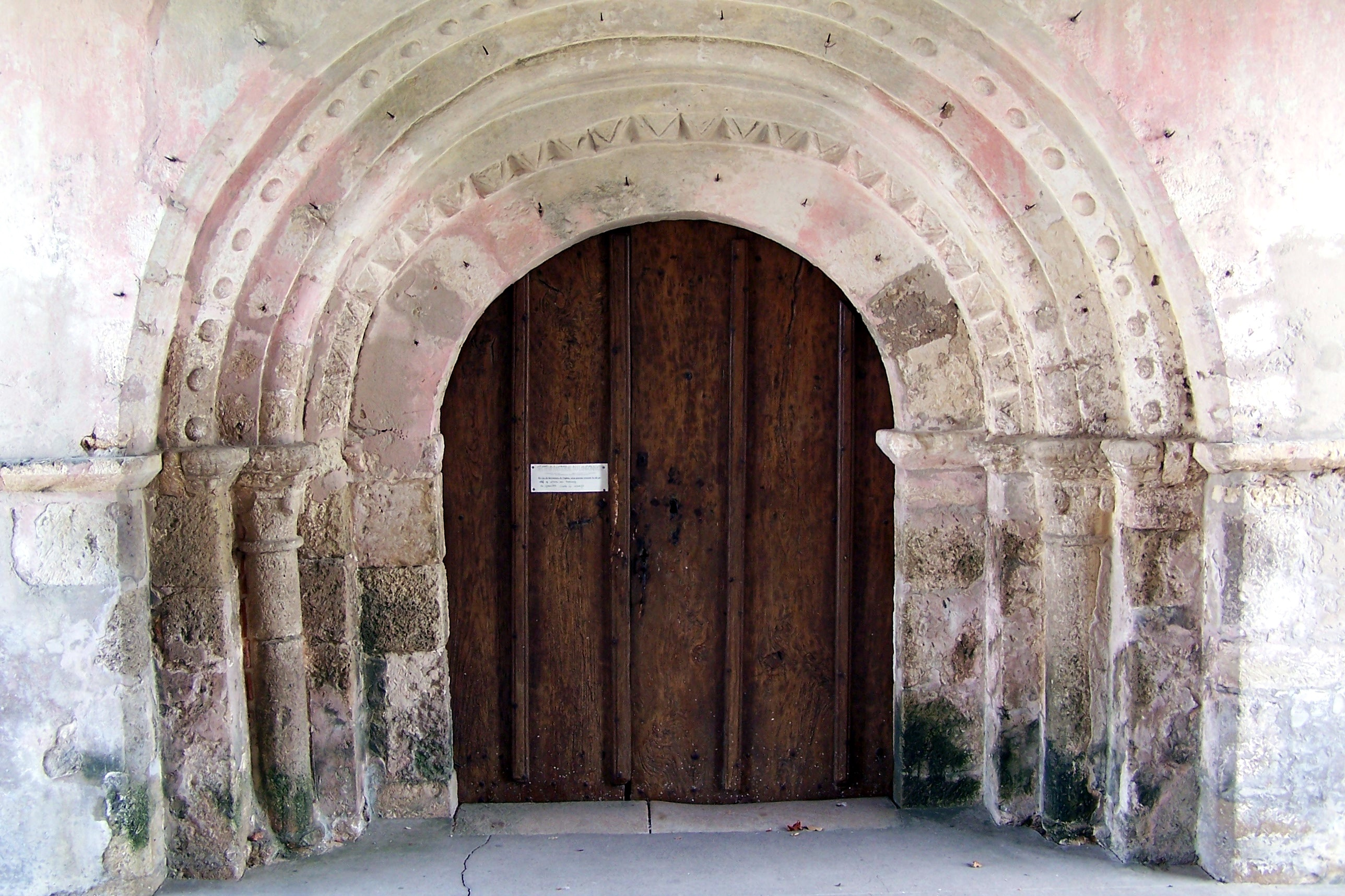
Portal

Die katholische Kirche Notre-Dame in Fargues, einer französischen Gemeinde im Département Gironde in der Region Nouvelle-Aquitaine, wurde ursprünglich im 12. Jahrhundert errichtet und im 15. Jahrhundert vergrößert. Im 18./19. Jahrhundert fanden weitere Umbauten statt. 
Die Kirche im Stil der Romanik besitzt noch ein Portal aus dem 12. Jahrhundert. Der offene Glockenstuhl stammt aus dem Jahr 1767. Die Sakristei wurde 1875 angebaut. 
Von der Kirchenausstattung ist eine Madonna mit Kind aus dem 15. Jahrhundert erwähnenswert.